# Мировой рекорд

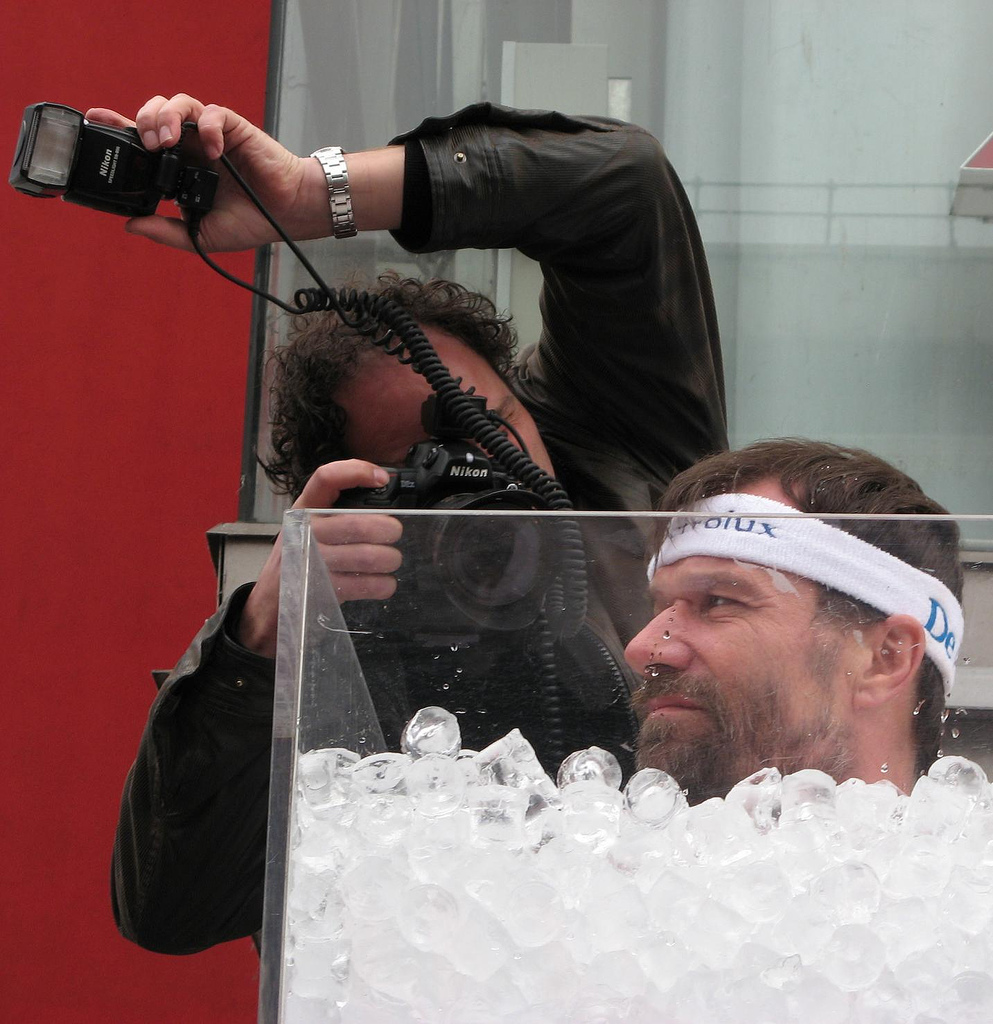
Некоторые рекорды позволяют продвинуться в научных и медицинских исследованиях, как в этой адаптации организма (Вим Хоф) к низкой температуре.

Мировой рекорд — наивысшее зарегистрированное и проверенное достижение (рекорд) в мире в любом виде деятельности, прежде всего в спорте.
«Книга рекордов Гиннесса» собирает и публикует мировые рекорды всех видов, от лучших до худших человеческих достижений, и до рекордов природы и в окружающем мире. Сайт RecordSetter начал работать на той же территории, но его политика более широка. Первый мировой сертифицированный рекорд был установлен в авиации 23 октября 1906. Пионером был Альберто Сантос-Дюмон на своем воздушном судне тяжелее воздуха, 14 Bis.

## Терминология
Также используется термин «высшее мировое достижение». В частности, в лёгкой атлетике для результатов, не признаваемых в качестве официального мирового рекорда: либо потому, что рекорды в этом виде не регистрируются (например, бег на 150 метров или отдельные виды в десятиборье), или потому, что не выполняются другие правила (например, полумарафон с чрезмерным уклоном).

## В спорте

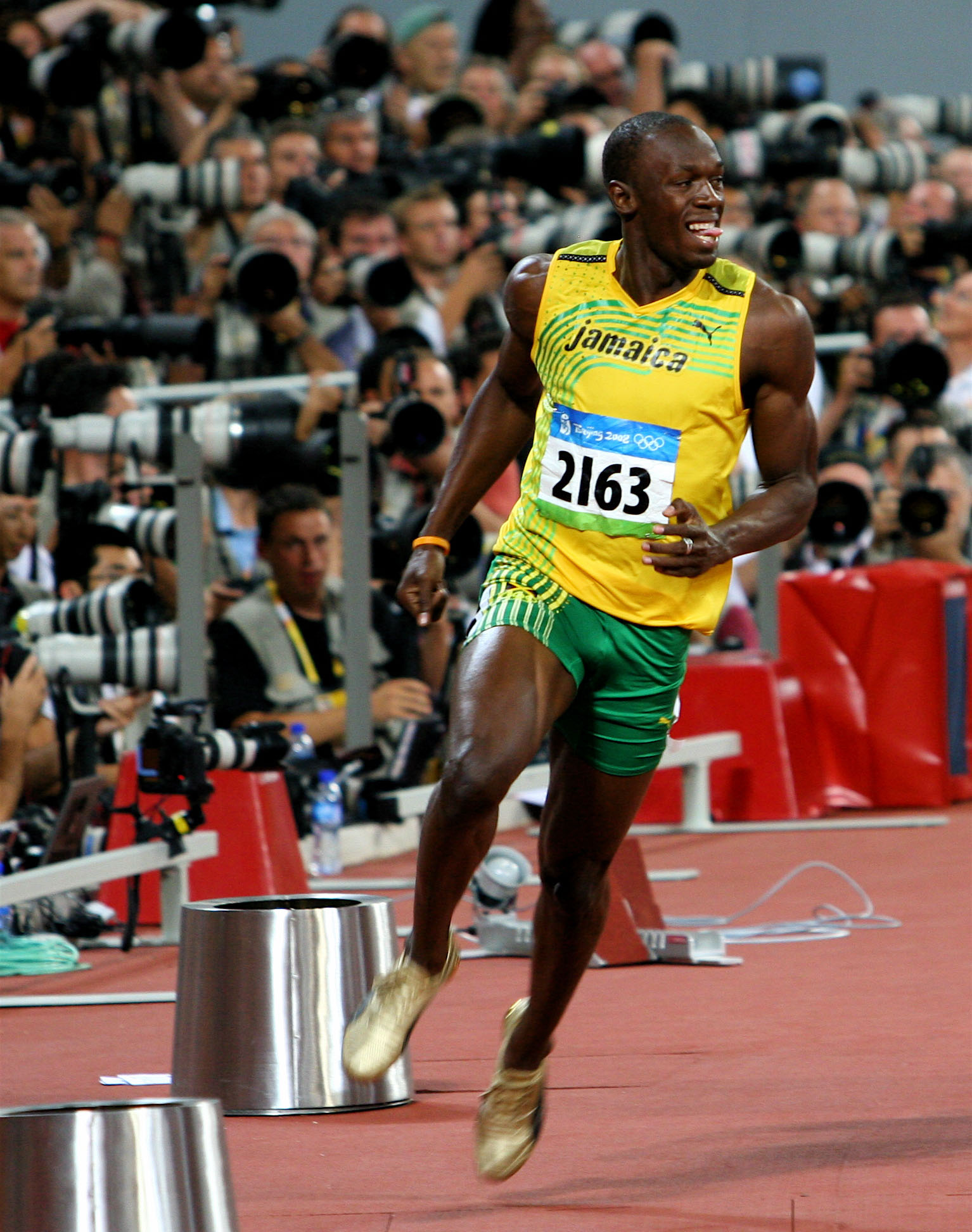
Усэйн Болт, обладатель мирового рекорда в беге на 100 м

Спортивные мировые рекорды фиксируются международными федерациями отдельных видов спорта на соревнованиях с официальным судейством при строгом соблюдении правил и условий соревнований. Спортсмены, которые установили мировой рекорд, называются рекордсменами мира.

## Развитие производительности
В 2009 году Институт медико-биологических исследований и эпидемиологии спорта (IRMES) провел исследование эволюции производительности в ключевых олимпийских видах спорта, анализируя 158 мировых рекордов начиная с первых Олимпийских игр современности до 2007 года. Вывод: в ближайшие годы спортсменам будет намного труднее выполнять Олимпийский девиз Citius, altius, fortius («Быстрее, выше, сильнее»).
Их анализ учитывает технические, пищевые, медицинские и фармакологические достижения и позволяет сделать кривую эволюции производительности в 148 олимпийских соревнованиях по плаванию, легкой атлетике, велосипедному спорту, конькобежному спорту и тяжелой атлетике. Кривая показывает, что рост рекорда для каждого вида стремится к пределу. Это абсолютный предел, не предел конкретного человека. По мнению авторов, человек не использовал 65 % своих максимальных возможностей в 1814 году, против 19 % в настоящее время. На кривой имеется фаза устойчивого роста до 1979 года и снижения после. По этой модели, физиологический предел человека будет достигнут за одно поколение и половина мировых рекордов не будет улучшена более чем на 0,05 % к 2027 году. Это может оказать влияние на будущие условия подготовки спортсменов и организацию соревнований. Также это может привести к снижению духа и ценности Олимпийских игр.

## Рекорды рекордов
- Итальянский фехтовальщик Эдоардо Манджаротти, 6-кратный олимпийский чемпион и 12-кратный чемпион мира, был самым титулованным спортсменом во всех олимпийских видах в истории Олимпиад, завоёвав в 1936—1960 годах 39 золотых, серебряных и бронзовых медалей на Олимпийских играх и чемпионатах мира.
  - Этот рекорд в 2011 году улучшил американский пловец Майкл Фелпс: 18-кратный олимпийский чемпион, 22-кратный призёр олимпийских игр и 26-кратный чемпион мира в 50-метровом бассейне (48 медалей в 2000—2012 годах).
- Ашрита Фурман (США) установил 259 рекордов, в том числе 100 не побитых. Ему принадлежит рекорд наибольшего количества рекордов, в том числе:
  - Рекорд прыжков (jumping jacks[англ.]) за 1 минуту: 61[3][4][5].
  - Рекорд подбрасывания мячика пинг-понга ракеткой: 3 часа 7 секунд[3].
  - Самая быстрая миля на мяче: 15 минут и 3 секунды[3].